# Màrius Serra i Roig

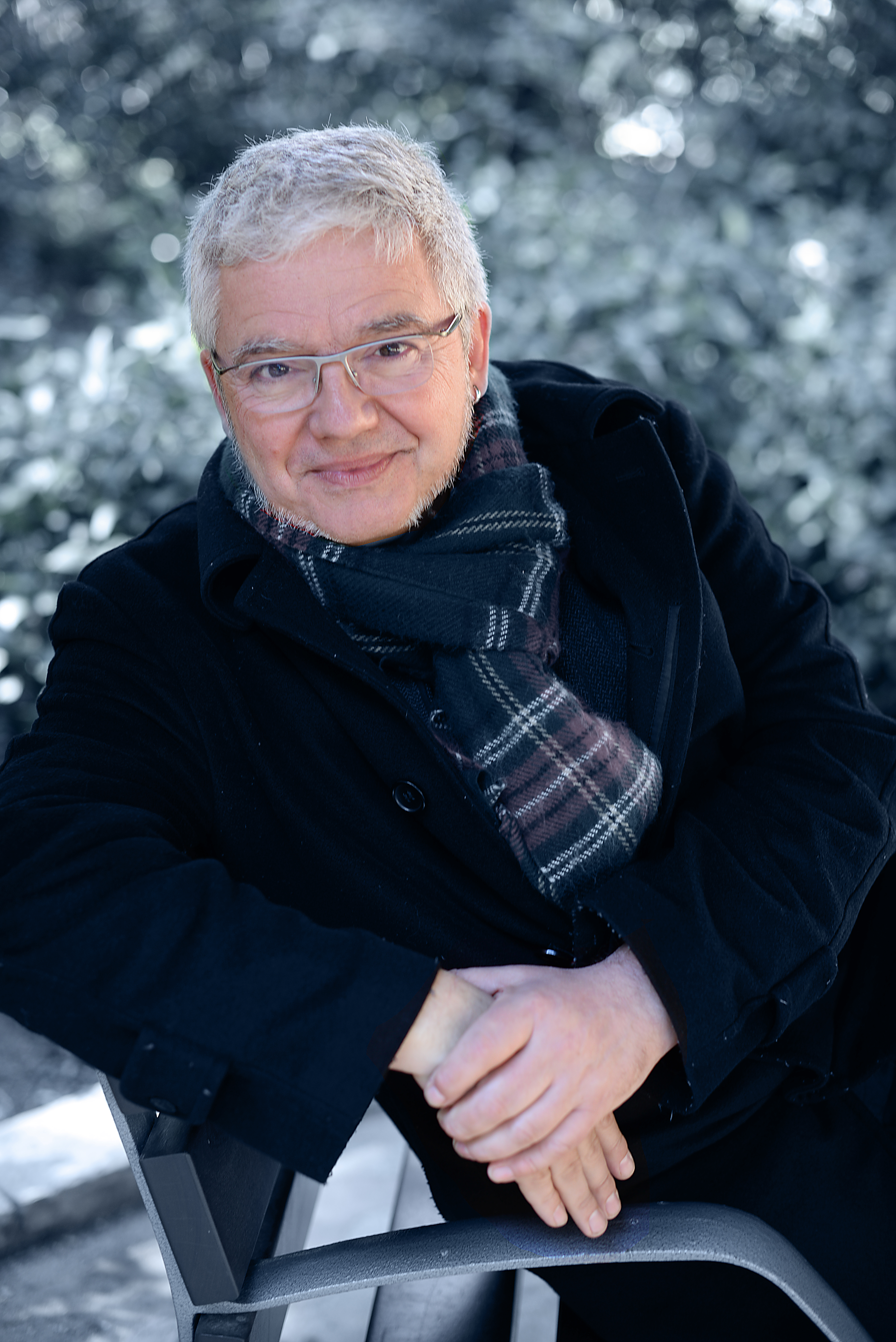
Màrius Serra (2019)

Màrius Serra i Roig  (* 1. Mai 1963 in Barcelona), als Màrius Serra bekannt, ist ein katalanischer Schriftsteller, Journalist, Autor von Kreuzworträtseln und Übersetzer aus dem Englischen. Er hat englische Philologie an der Universität Barcelona studiert. Im Jahr 2012 hat er den Romanpreis Premi Sant Jordi  für das Werk Plans de futur (‚Zukunftspläne‘) erhalten.

## Werke

### Kurze Erzählungen
- 1987 Línia (Barcelona: Columna, 1987)
- 1988 Amnèsia (Barcelona: Pòrtic, 1988), ausgezeichnet mt dem Preis El Brot
- 1991 Tres és massa (Barcelona: Columna, 1991)
- 1993 Contagi (Barcelona: Cafè Central, 1993)
- 1998 La vida normal (Barcelona: Proa, 1998), ausgezeichnet mit dem Preis Ciutat de Barcelona für katalanische Literatur

### Romane
- 1990 L’home del sac (Barcelona: Columna, 1990)
- 1996 Mon oncle (Barcelona: Proa, 1996), ausgezeichnet mit dem Preis der Fundació Enciclopèdia Catalana für Romane
- 1999 Ablanatanalba (Barcelona: Edicions 62, 1999)
- 2003 Monocle (Barcelona: Mòbil Books-La Vanguardia, 2003)
- 2006 Farsa (Barcelona: Planeta, 2006)
- 2008 Quiet (Barcelona: Empúries, 2008)
- 2013 Plans de futur (Barcelona: Proa, 2013), ausgezeichnet mit dem Preis Sant Jordi für Romane